# Суслов, Иван Тимофеевич
Иван Тимофеевич Суслов (? — ок. 1716) — русский религиозный деятель, один из основателей секты хлыстов, почитавшийся своими последователями за Христа. Патриарх Никон подверг Ивана Тимофеевича пыткам в Кремле, позже по указу царя его пытали боярин Морозов и князь Одоевский в темнице на Житном дворе, где Одоевский „жёг его и на малом огне, и на больших кострах, вешал его на железный крюк“.

## Биография
По преданию, Суслов был уроженцем деревни Максаковой Муромского уезда Владимирской губернии. В возрасте 33 лет его призвал к себе «господь саваоф» Данила Филиппович, который в селе Старом под Костромой «дал ему божество» и нарёк своим сыном и «христом». С тех пор «христос» Суслов начал проповедовать новое учение, странствуя по земле со своей «богородицей» и 12 апостолами. Его проповедь имела успех, а последователи воздавали ему божеские почести. Считается, что центром его деятельности было село Павлово-Перевоз, откуда новое учение распространялось по рекам Оке и Волге. По рассказам хлыстов, Суслов подвергался гонениям со стороны властей: при царе Алексее Михайловиче он был трижды распят в Москве на Красной площади и трижды воскресал из мёртвых, после чего был отпущен на свободу. Последние годы жизни Суслов проживал в Москве под видом купца и тайно распространял своё учение. В 1699 году к нему в Москву прибыл «саваоф» Данила Филиппович, где после долгой беседы с сыном вознёсся на небо. Стол, за которым они беседовали, долгие годы хранился у хлыстов как реликвия. Сам Суслов скончался (вознёсся на небо) в 1716 году, а его тело было погребено в церкви Ивановского монастыря. На его надгробье значилась надпись: «Погребён святой угодник Божий». В 1739 году, после судебного процесса над хлыстами, по указу Сената и Синода тело Суслова было извлечено из гробницы и сожжено, а пепел развеян по ветру.

## Свидетельства
Дореволюционные исследователи хлыстовской веры, такие как П. И. Мельников-Печерский, считали, что именно о «христе» Иване Суслове упоминал в своём «Розыске о раскольнической брынской вере» православный писатель, святой Димитрий Ростовский:
«В том ските или толку обретается некий мужик, егоже зовут Христом и яко Христа почитают; а кланяются ему без крестнаго знамения. Пристанище того христа в селе, зовомом Павлов Перевоз... Сказуют же того лжехриста родом быти Турченина; а водит с собою девицу красноличну и зовет ю материю себе, а верующии в него зовут ю богородицею... Имать же той лжехристос и апостолов 12, иже ходяще по селам и деревням проповедуют христа, аки-бы истиннаго, простым мужикам и бабам; и кого прельстят, приводят к нему на поклонение».
Однако современные историки полагают, что это мог быть и другой «христос», поскольку в ранней христовщине таких самозваных «христов» было много.
Объективной исторической информацией о реальном Иване Суслове можно считать несколько упоминаний в делах первой следственной комиссии о хлыстовщине 1733—1739 гг. Так, во время допроса крестьянин вотчины Новодевичьего монастыря Семен Мелескин показал, «что был в Москве купецкой человек Иван Суслов и жил де близь Донского монастыря и учение де у него было изрядное и многие де сборища у него бывали и слыхал же де он, Мелескин, в согласии своем (т.е. в своей религиозной общине), что согласные со оным Сусловым живали в Москве в Кудриной слободе» . Из этого текста можно сделать следующие выводы: Иван Суслов жил в Москве в начале XVIII столетия около Донского монастыря; занимался торговлей; основная часть последователей Суслова локально проживала в Кудриной слободе. Кудрина слобода издавна была местом постоянной дислокации стрелецкого полка Венедикта Батурина, в котором служил другой «христос», Прокопий Лупкин. Ведомость о сдаче в оброк свободных стрелецких земель в Москве, найденная П.В. Сытиным, сообщает, что до 1728 г. некто «кадашевец» Иван Суслов снимал три дворовых места в землях, отведенных под расположение полка Ивана Конищева (Стремянного полка) за годовую плату 1 руб. 21 коп. В 1713 г. 38 дворов слободы Донского монастыря принадлежали «кадашевцам», под которыми могли подразумеваться стрельцы, снимавшие по особому разрешению начальства, дворовые места в Кадашевской слободе .
Еще одно свидетельское показание бывшего работника Суслова, крестьянина Данилы было обнаружено и опубликовано К. Сергазиной: «Тому ныне двадцать летов жил он в Москве близ Донского монастыря в доме Александра да Ивана Л[ь]вовичей Нарышкиных оброчного крестьянина Ивана Иванова сына Суслова (который после по следующему делу в комиссии показан богопротивных сборищ лжеучитель) и тому лет с тринадцать умре и погребен в Ивановском монастыре, и торговал от него в масляном ряду, а что оный Суслов был противного согласия лжеучитель, того-де он, Данило, не знал и ни от кого о том не слыхивал и его, Данилу, тот Суслов и никто расколу и никакому злодеянию не учил» .
Есть упоминание о Суслове в сочинении известного публициста петровского времени И. Посошкова «Зерцало очевидное»: «Мнози бо быша и при Христе антихристи и ныне в вас есть нареченные христы, якоже и Иван Суслов и инии такие» .